# Venecia, Antioquia
Venecia là một khu tự quản thuộc tỉnh Antioquia, Colombia. Thủ phủ của khu tự quản Venecia đóng tại Venecia Khu tự quản Venecia có diện tích 141 ki lô mét vuông. Đến thời điểm ngày 28 tháng 5 năm 2005, khu tự quản Venecia có dân số 12118 người.